# Црква Светог Стефана у Доњем Неродимљу
Црква Светог Стефана се налазила у Доњем Неродимљу, насељеном месту на територији општине Урошевац, на Косову и Метохији. Припадала је Епархији рашко-призренској Српске православне цркве, порушена је током 1999. године.
Црква посвећена Светом Стефану потицала је из 14. века и налазила се у долини реке Неродимке, на гробљу у Доњем Неродимљу пет километара западно од Урошевца. Црква је обновљена 1996. године.

## Разарање цркве 1999. године
Након доласка америчких снага КФОР-а 1999. године, црква је оштећена, спаљена и минирана од стране албанаца.